# Unseenlabs
Unseenlabs est une société française, localisée à Rennes, spécialisée dans l’interception de signaux radiofréquences depuis l’espace à des fins de surveillance des activités maritimes. Acteur du New Space français, la start-up est un opérateur privé de CubeSats.

## Historique
La société est créée en juin 2015 par les frères Galic. L'année suivante, l’entreprise remporte l’un des 5 grands prix du concours national de création d’entreprises i-Lab organisé par le Ministère de la recherche pour sa participation à l’un des 10 défis sociétaux définis par l’agenda stratégique « France Europe 2020 ».
En juin 2017, Unseenlabs s'associe à la société GomSpace (filiale de GomSpace Group AB) pour la co-ingénierie et la fourniture de ses premières plateformes satellites, au format CubeSat 6U.
En 2018, Unseenlabs annonce une levée de capitaux auprès du fonds d’investissement Definvest géré par Bpifrance et la Direction générale de l'Armement (DGA), de la société Nexeya (aujourd’hui Hemeria) et du fonds régional breton Breizh Up géré par Sofimac Innovation. Le financement complet mis en place est de 7,5 millions d’euros,,.
En juin 2019, Unseenlabs annonce que la société Rocket Lab, spécialiste Néo-Zélandais de la mise en orbite de petits satellites assurera le lancement de Bro-1, le premier satellite d'une constellation destiné à la surveillance maritime,. Le lancement de son premier satellite permet à l'entreprise de commencer son activité commerciale au troisième trimestre de la même année.
En 2023, l'entreprise fait partie des lauréats de la première édition du programme French Tech 2030.
En 2024, Unseenlabs a annoncé une levée de fonds en Series C de 85 millions d'euros.

## Activité
Unseenlabs développe et commercialise des services de renseignement d'origine électromagnétique (ROEM) via la constitution et l'exploitation en orbite d'une constellation de nano-satellites capables d'observer la Terre dans le spectre électromagnétique non-visible.
La première application des données ainsi obtenues est un système de surveillance maritime à destination de clients civils et militaires (action de l’État en Mer), français et internationaux (entreprises privées, institutions ou organisations non-gouvernementales, organismes étatiques), visant principalement à localiser les navires non-coopérants (« dark ships », souvent via la désactivation de leur Système d'identification automatique (AIS) et ainsi permettre de lutter contre les activités illicites en mer : pêche illégale, pollution (dégazage), piraterie, contournement de sanctions internationales,...
Ses concurrents sont Kleos Space (en), Spire Global (en) et HawkEye 360 (en).
Unseenlabs produit et conçoit ses charges utiles et ressources logicielles et confie la réalisation des plate-formes à GomSpace.

## Satellites

### Constellation Bro
Afin d'assurer ses activités de surveillance maritime depuis l'espace,  l’entreprise prévoit de déployer une constellation de cubesats, dénommés Bro en référence à Breizh-Recon-Orbiter (hommage à la région Bretagne), mais aussi aux frères Galic, fondateurs de la société (« Bro » signifiant « Frère » en anglais familier). Avec un seul satellite, la revisite atteint 2 jours, alors qu'avec 20 cubesats, cette revisite diminue jusqu'à moins d'1 heure.

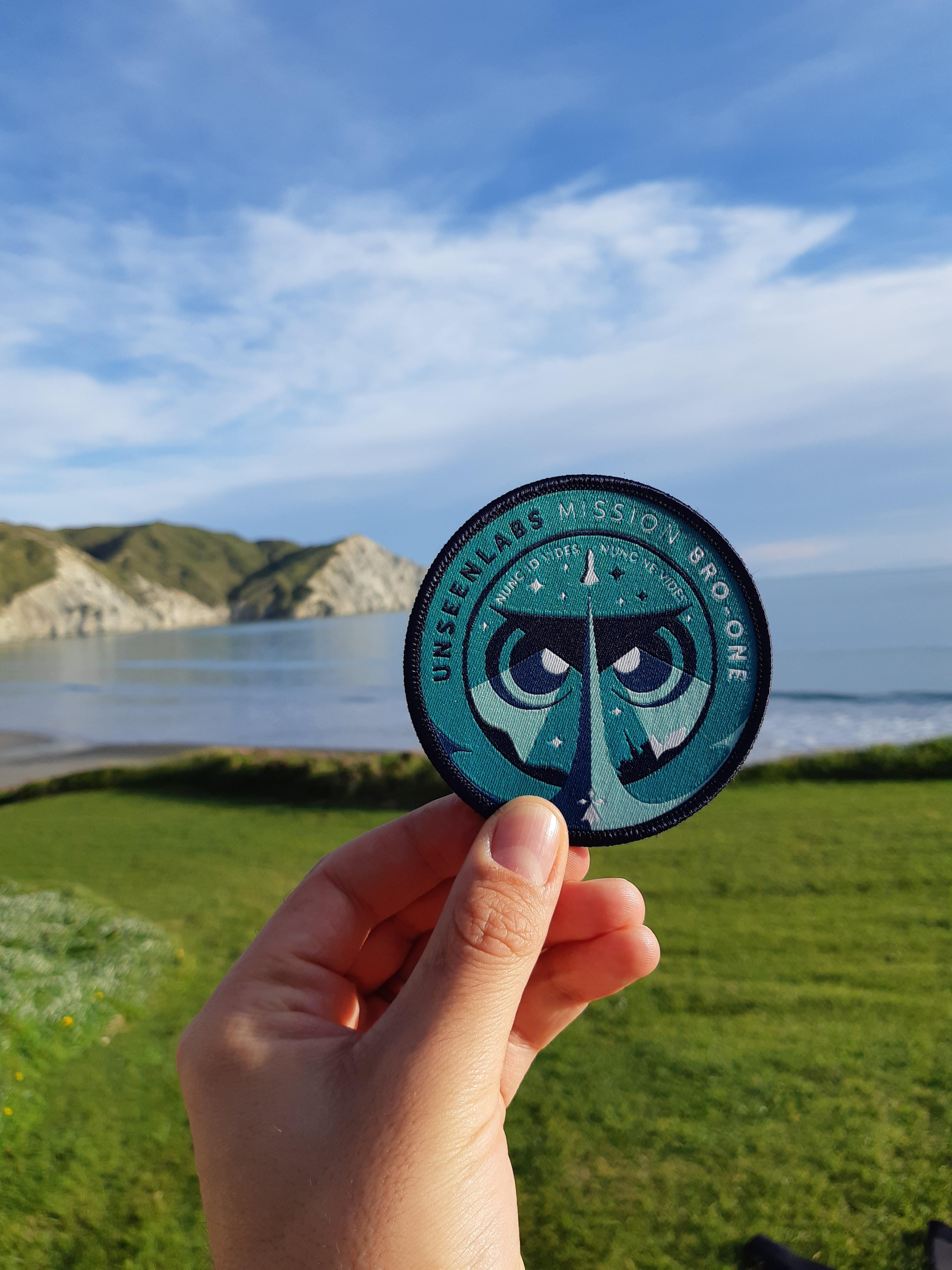
Patch Bro-1 devant la péninsule de Mahia en Nouvelle-Zélande.

Le 1er satellite, Bro-1, est lancé le 20 août 2019 par un lanceur Electron depuis le pas de tir LC-1 (en) situé sur la péninsule néo-zélandaise de Mahia. Le satellite est injecté sur son orbite nominale circulaire d’altitude 550 km et d’inclinaison 45°. 
En 2020, Unseenlabs prévoit un total de 20 à 25 satellites lancés d'ici 2025.

### Historique des lancements
| Désignation | Date de lancement | Lanceur  | Identifiant COSPAR | Commentaire                                  |
| ----------- | ----------------- | -------- | ------------------ | -------------------------------------------- |
| BRO 1       | 19 août 2019      | Electron | 2019-054A          |                                              |
| BRO 2       | 20 novembre 2020  | Electron | 2020-085M          | Rentré dans l'atmosphère le 27 novembre 2024 |
| BRO 3       | 20 novembre 2020  | Electron | 2020-085Q          | Rentré dans l'atmosphère le 23 janvier 2024  |
| BRO 4       | 17 août 2021      | Vega     | 2021-073A          | Rentré dans l'atmosphère le 14 février 2025  |
| BRO 5       | 13 janvier 2022   | Falcon 9 | 2022-002CF         |                                              |
| BRO 6       | 02 mai 2022       | Electron | 2022-047AE         |                                              |
| BRO 7       | 01 avril 2022     | Falcon 9 | 2022-033T          |                                              |
| BRO 8       | 03 janvier 2023   | Falcon 9 | 2023-001C          |                                              |
| BRO 9       | 15 avril 2023     | Falcon 9 | 2023-054H          |                                              |
| BRO 10      | 11 novembre 2023  | Falcon 9 | 2023-174CD         |                                              |
| BRO 11      | 11 novembre 2023  | Falcon 9 | 2023-174J          | Dernier satellite au format CubeSat 6U.      |
| BRO 12      | 4 mars 2024       | Falcon 9 | 2024-043L          | Premier satellite au format CubeSat 8U.      |
| BRO 13      | 4 mars 2024       | Falcon 9 | 2024-043K          |                                              |
| BRO 14      | 16 août 2024      | Falcon 9 | 2024-149CM         |                                              |
| BRO 15      | 16 août 2024      | Falcon 9 | 2024-149CP         |                                              |
| BRO 16      | 14 janvier 2025   | Falcon 9 | 2025-009AX         |                                              |

### Keraunos
En 2021, à la demande de la Direction générale de l'Armement (DGA) et de l’Agence de l'innovation de défense (AID), Unseenlabs en partenariat avec Cailabs (respectivement plateforme de type cubesat et charge utile) développent le programme Keraunos (« foudre » en grec ancien) qui doit permettre une communication optique par laser à haut débit entre un nanosatellite et une station au sol transportable (terre, air, mer). Un satellite est lancé en novembre 2023 sur une orbite basse, une première liaison réussie est réalisée à la mi-2024 ; il s'agit d'une « première mondiale », selon le ministère des Armées. Les communications optiques en espace libre permettent un débit plus élevé, une discrétion accrue et ne pose pas de problème de partage des fréquences entre différents utilisateurs. Le plus grand défi à relever consiste à pallier les perturbations induites par les turbulences atmosphériques.